# Lucian Mărginean
Lucian Mărginean (n. 5 februarie 1968) este un senator român, ales în 2024 din partea PSD. 